# Something to Think About
Something to Think About és una pel·lícula muda dirigida per Cecil B. DeMille i protagonitzada per Elliott Dexter i Gloria Swanson, entre d'altres. Basada en un guió de Jeanie MacPherson, es va estrenar el 3 d'octubre de 1920.

## Argument
David Markley, és un ric estudiant d'art, coix de naixement, que viu en un petit poble. Quan Ruth, la filla del ferrer del poble, Luke Anderson, va arribar a l'adolescència, David la va fer anar a ciutat per a que s'eduqués i ara, en tornar ella, se n'enamora. Estan a punt de casar-se quan Ruth s'adona que estima Jim Dirk, el fill d'un granger, i trenca el seu compromís, cosa que converteix David en un home destrossat amargat.
Luke, enfadat per la decisió de la seva filla la maleeix i diu que mai més la veurà. En aquell moment queda cec per culpa de les guspires de la seva enclusa. Ruth es casa amb Jim i van a viure a ciutat on ell mor mentre treballa en la construcció d'un túnel. Ella, a punt de ser mare, queda en la indigència i decideix tornar al poble. Allà ella i el seu fill són rebutjats pel seu pare. Passat un temps, ella no pot més i s'està plantejant de suïcidar-se quan la troba David, malgrat que ja no l'estima, li demana que es casi amb ell per tal que tingui una casa i pugui donar un cognom al fill que ha de néixer.
Quan neix, Danny, es converteix en l'alegria de la vida de David. Luke no vol acceptar cap ajuda de la parella, es nega a veure el net i viu de la beneficència. Ruth intenta recuperar l'amor de David però fracassa ja que ell interpreta els seus sentiments no pas com amor sinó com agraïment. Un dia ella no pot més i decideix que marxarà d'aquella casa. Aleshores, la criada li diu que si té fe amb Déu tot se solucionarà. En aquell mateix moment el seu fill es troba per casualitat amb el seu avi i es fan amics. L'avi en saber que és el seu net reacciona abraçant-lo. Al mateix moment, 
Ruth crida David, el qual en entrar a la cambra camina sense les crosses i reconeix el seu amor. Just en aquell moment arriben avi i net que junts han pescat un peix fent completa la felicitat.

## Repartiment
- Elliott Dexter (David Markely)
- Gloria Swanson (Ruth Anderson)
- Monte Blue (Jim Dirk)
- Theodore Roberts (Luke Anderson)
- Claire McDowell (criada)
- Michael D. Moore (Danny)
- Julia Faye (dona del banquer)
- Togo Yamamoto (criat)
- Theodore Kosloff (pallasso)
- Jim Mason
- William Boyd (no acreditat)